# Climat de Tarn-et-Garonne
Le Tarn-et-Garonne est un carrefour où se rencontrent les influences montagnardes du Massif central et la douceur de la Gascogne; où coexistent l'âpre et sauvage beauté du Causse et l'opulence des plaines de la Garonne.
Situé entre l'Atlantique et la Méditerranée, encore dans la zone d'influence du relief pyrénéen et du Massif central, le Tarn-et-Garonne possède un climat de type océanique dégradé.
Les hivers y sont généralement doux et humides, entrecoupés de courtes périodes froides (37 jours de gel en moyenne par an à Montauban et seulement quatre avec une température inférieure à −5 °C). Les hivers très froids sont exceptionnels en Tarn-et-Garonne (1956, 1963, 1967, 1985, 1987, avec des températures sous abri descendant nettement en dessous de −10 °C, records en 1985 avec −20 °C à Montauban, −22,5 °C à Caylus, −21 °C à Réalville). Les chutes de neige sont rares et les pluies verglaçantes quasi inexistantes (depuis l'ouverture du centre départemental en avril 1990, de faibles et brèves pluies verglaçantes ont été observées sur le département à quelques reprises).
Les étés sont chauds et généralement secs. Le thermomètre affiche 30 °C environ 23 jours par an et, avec 42,4 °C, Caylus détient le record départemental.
Les pluies, essentiellement apportées par les vents d'ouest ne dépassent pas 646 mm à Monbéqui, secteur le plus sec du département, mais par effet orographique, elles atteignent 836 mm à Montaigu de Quercy dans l'extrême nord-ouest et même 941 mm dans la région de Caylus. Elles tombent surtout en hiver et au printemps, avec une pointe en mai. Des pluies orageuses parfois fortes ou accompagnées de grêle se produisent du printemps à l'automne. À ce jour l'année la plus sèche observée à Montauban fut 1967 avec 425 mm et la plus arrosée fut celle de 1959 avec 1005 mm; cela montre la grande variabilité de ce paramètre.
Les vents dominants viennent d'ouest mais l'Autan, un vent régional de sud-est chaud et sec, y souffle parfois violemment (a atteint ou dépassé 100 km/h six fois en dix ans sur le département). Au cours de la tempête du 27 décembre 1999, le vent venait du nord-ouest et a atteint 112 km/h à Montauban (record de vitesse de vent), 108 km/h à Castelsarrasin et 101 km/h à Cayrac. Néanmoins le record absolu mesuré sur le département est de 119 km/h, observé deux fois à Cayrac par vent d'Autan, et une fois à Castelsarrasin par vent d'ouest en janvier 1995.
Les brouillards, fréquents dès la fin de l'automne et en hiver, se forment principalement dans les vallées de la Garonne, du Tarn et sur le cours inférieur de l'Aveyron.
La station météorologique de Météo-France installée à Montauban et mise en service en 1885 permet de connaître en continu l'évolution des indicateurs météorologiques. Le tableau détaillé pour la période 1981-2010 est présenté ci-après.
| Mois                                  | jan.            | fév.           | mars            | avril         | mai           | juin           | jui.          | août           | sep.          | oct.          | nov.          | déc.           | année     |
| ------------------------------------- | --------------- | -------------- | --------------- | ------------- | ------------- | -------------- | ------------- | -------------- | ------------- | ------------- | ------------- | -------------- | --------- |
| Température minimale moyenne (°C)     | 1,9             | 2,2            | 4,5             | 6,9           | 10,7          | 14,1           | 16,2          | 15,9           | 12,6          | 9,6           | 5,3           | 2,6            | 8,6       |
| Température moyenne (°C)              | 5,6             | 6,8            | 9,8             | 12,3          | 16,2          | 19,8           | 22,2          | 22             | 18,7          | 14,7          | 9,2           | 6              | 13,6      |
| Température maximale moyenne (°C)     | 9,2             | 11,4           | 15,1            | 17,7          | 21,8          | 25,5           | 28,3          | 28,1           | 24,8          | 19,8          | 13,1          | 9,5            | 18,7      |
| Record de froid (°C) date du record   | −20 16.01.1985  | −18 04.02.1963 | −9,3 01.03.05   | −2,1 08.04.21 | −1 01.05.1960 | 5,8 08.06.1972 | 6 08.07.1978  | 5,8 30.08.1986 | 1 22.09.1977  | −3,2 25.10.03 | −8,4 18.11.07 | −10,6 25.12.01 | −20 1985  |
| Record de chaleur (°C) date du record | 18,5 25.01.1995 | 25 27.02.19    | 27,8 25.03.1981 | 30,3 30.04.05 | 33,5 30.05.01 | 40 27.06.19    | 40,1 23.07.19 | 41,8 04.08.03  | 36,1 03.09.05 | 32 03.10.1985 | 24,8 02.11.11 | 19,4 05.12.06  | 41,8 2003 |
| Ensoleillement (h)                    | 87,4            | 117,5          | 177,2           | 187           | 217,5         | 239,4          | 263,6         | 251,4          | 209,2         | 149,8         | 88,7          | 77,5           | 2 066,1   |
| Précipitations (mm)                   | 56,5            | 54,9           | 50              | 75,1          | 72,7          | 64,8           | 45,1          | 50,5           | 60,7          | 61,2          | 58,7          | 61,7           | 711,9     |